# Henri de La Tour d'Auvergne, duc de Bouillon
Henry Bouillon, francoski maršal, * 1555, † 1623.